# Yuxinou
Le Yu'Xin'Ou (渝新欧) est une voie ferrée pour le transport de marchandises reliant la ville de Chongqing en Chine à Duisbourg en Allemagne. 
La voie ferroviaire fait partie du réseau ferré qui relie la Chine et l'Europe le long de la nouvelle route de la soie,,,,.

## Contexte
Selon la Commission européenne, en mars 2014, l'Europe est le premier partenaire commercial de la Chine.

## Étymologie
Le nom 渝新欧 est un acronyme, composé de (Yu 渝 (Chongqing), Xin 新 (Xinjiang), Ou 欧 Europe).

## Le parcours
La voie passe par le col d'Alataw au Kazakhstan, et traverse la Russie, la Biélorussie, la Pologne et se termine à Duisbourg. 
Le parcours actuel passe entre autres par les villes suivantes :Chongqing, Chengdu, Xian, Lanzhou, Ürümqi, Astana, Moscou, Berlin, Duisbourg.
Le trajet de 11 179 km prend entre 13 et 16
jours pour relier Duisbourg et Chongqing, à comparer aux 36 jours nécessaires aux porte-conteneurs.

## Opérateurs
Le train Yuxinou est exploité par Trans-Eurasia Logistics, une coentreprise entre la Deutsche Bahn, la Kasachstan Temir Scholy, la China Railway Corporation et la Compagnie des chemins de fer russes.